# Golden Globe 2023
La cerimonia di premiazione della 80ª edizione dei Golden Globe ha avuto luogo il 10 gennaio 2023 al Beverly Hilton Hotel di Beverly Hills, California, ed è stata nuovamente trasmessa in diretta dalla rete statunitense NBC dopo lo stop dell'anno precedente, causa pandemia di COVID-19, che fece saltare la cerimonia per una conferenza a porte chiuse in cui vennero annunciati solo i nomi dei vincitori, ed è stata presentata dall'attore Jerrod Carmichael.
Le candidature sono state annunciate il 12 dicembre 2022 da Selenis Leyva e Mayan Lopez.

## Premi per il cinema
Vengono di seguito indicati in grassetto i vincitori. Ove ricorrente e disponibile, viene indicato il titolo in lingua italiana e quello in lingua originale tra parentesi.

### Miglior film drammatico
- The Fabelmans, regia di Steven Spielberg
- Avatar - La via dell'acqua (Avatar: The Way of Water), regia di James Cameron
- Elvis, regia di Baz Luhrmann
- Tár, regia di Todd Field
- Top Gun: Maverick, regia di Joseph Kosinski

### Miglior film commedia o musicale
- Gli spiriti dell'isola (The Banshees of Inisherin), regia di Martin McDonagh
- Babylon, regia di Damien Chazelle
- Everything Everywhere All at Once, regia di Daniel Kwan e Daniel Scheinert
- Glass Onion - Knives Out (Glass Onion: A Knives Out Mystery), regia di Rian Johnson
- Triangle of Sadness, regia di Ruben Östlund

### Miglior regista
- Steven Spielberg – The Fabelmans
- James Cameron – Avatar - La via dell'acqua (Avatar: The way of water)
- Daniel Kwan e Daniel Scheinert – Everything Everywhere All at Once
- Baz Luhrmann – Elvis
- Martin McDonagh – Gli spiriti dell'isola (The Banshees of Inisherin)

### Migliore attore in un film drammatico
- Austin Butler – Elvis
- Brendan Fraser – The Whale
- Hugh Jackman – The Son
- Bill Nighy – Living
- Jeremy Pope – The Inspection

### Migliore attrice in un film drammatico
- Cate Blanchett – Tár
- Olivia Colman – Empire of Light
- Viola Davis – The Woman King
- Ana de Armas – Blonde
- Michelle Williams – The Fabelmans

### Migliore attore in un film commedia o musicale
- Colin Farrell  – Gli spiriti dell'isola (The Banshees of Inisherin)
- Diego Calva – Babylon
- Daniel Craig – Glass Onion - Knives Out (Glass Onion: A Knives Out Mystery)
- Adam Driver – Rumore bianco (White Noise)
- Ralph Fiennes – The Menu

### Migliore attrice in un film commedia o musicale
- Michelle Yeoh - Everything Everywhere All at Once
- Lesley Manville - La signora Harris va a Parigi (Mrs. Harris Goes to Paris)
- Margot Robbie - Babylon
- Anya Taylor-Joy - The Menu
- Emma Thompson - Il piacere è tutto mio (Good Luck to You, Leo Grande)

### Migliore attore non protagonista
- Ke Huy Quan - Everything Everywhere All at Once
- Brendan Gleeson - Gli spiriti dell'isola (The Banshees of Inisherin)
- Barry Keoghan - Gli spiriti dell'isola (The Banshees of Inisherin)
- Brad Pitt - Babylon
- Eddie Redmayne - The Good Nurse

### Migliore attrice non protagonista
- Angela Bassett - Black Panther: Wakanda Forever
- Kerry Condon - Gli spiriti dell'isola (The Banshees of Inisherin)
- Jamie Lee Curtis - Everything Everywhere All at Once
- Dolly de Leon - Triangle of Sadness
- Carey Mulligan - Anche io

### Miglior film in lingua straniera
- Argentina, 1985, regia di Santiago Mitre (Argentina)
- Niente di nuovo sul fronte occidentale (Im Westen nichts Neues), regia di Edward Berger (Germania)
- Close, regia di Lukas Dhont (Belgio, Francia, Paesi Bassi)
- Decision to Leave (Decision to Leave), regia di Park Chan-wook (Corea del sud)
- RRR, regia di S. S. Rajamouli (India)

### Miglior film d'animazione
- Pinocchio di Guillermo del Toro, regia di Guillermo del Toro e Mark Gustafson
- Il gatto con gli stivali 2 - L'ultimo desiderio (Puss in Boots: The Last Wish), regia di Joel Crawford
- Red (Turning Red), regia di Domee Shi
- Inu-ō, regia di Masaaki Yuasa
- Marcel the Shell, regia di Dean Fleischer-Camp

### Migliore sceneggiatura
- Martin McDonagh – Gli spiriti dell'isola (The Banshees of Inisherin)
- Todd Field – Tár
- Daniel Kwan e Daniel Scheinert – Everything Everywhere All at Once
- Sarah Polley – Women Talking
- Steven Spielberg e Tony Kushner – The Fabelmans

### Migliore colonna sonora originale
- Justin Hurwitz – Babylon
- Carter Burwell – Gli spiriti dell'isola (The Banshees of Inisherin)
- Alexandre Desplat – Pinocchio di Guillermo del Toro
- Hildur Guðnadóttir – Women Talking
- John Williams – The Fabelmans

### Migliore canzone originale
- Naatu Naatu (Kala Bhairava, M. M. Keeravani, Rahul Sipligunj) - RRR
- Carolina (Taylor Swift) - La ragazza della palude (Where the Crawdads Sing)
- Ciao Papa (Roeben Katz, Guillermo del Toro) - Pinocchio
- Hold My Hand (Lady Gaga) - Top Gun: Maverick
- Lift Me Up (Rihanna) - Black Panther: Wakanda Forever

## Premi per la televisione
Vengono di seguito indicati in grassetto i vincitori. Ove ricorrente e disponibile, viene indicato il titolo in lingua italiana e quello in lingua originale tra parentesi.

### Miglior serie drammatica
- House of the Dragon
- Better Call Saul
- The Crown
- Ozark
- Scissione (Severance)

### Migliore attore in una serie drammatica
- Kevin Costner - Yellowstone
- Jeff Bridges - The Old Man
- Diego Luna - Andor
- Bob Odenkirk - Better Call Saul
- Adam Scott - Scissione (Severance)

### Miglior attrice in una serie drammatica
- Zendaya - Euphoria
- Emma D'Arcy - House of the Dragon
- Laura Linney - Ozark
- Imelda Staunton - The Crown
- Hilary Swank - Daily Alaskan (Alaska Daily)

### Miglior serie commedia o musicale
- Abbott Elementary
- The Bear
- Hacks
- Only Murders in the Building
- Mercoledì (Wednesday)

### Migliore attore in una serie commedia o musicale
- Jeremy Allen White - The Bear
- Donald Glover - Atlanta
- Bill Hader - Barry
- Steve Martin - Only Murders in the Building
- Martin Short - Only Murders in the Building

### Migliore attrice in una serie commedia o musicale
- Quinta Brunson - Abbott Elementary
- Kaley Cuoco - L'assistente di volo - The Flight Attendant (The Flight Attendant)
- Selena Gomez - Only Murders in the Building
- Jenna Ortega - Mercoledì (Wednesday)
- Jean Smart - Hacks

### Migliore attore non protagonista in una serie
- Tyler James Williams - Abbott Elementary
- John Lithgow - The Old Man
- Jonathan Pryce - The Crown
- John Turturro - Scissione (Severance)
- Henry Winkler - Barry

### Migliore attrice non protagonista in una serie
- Julia Garner - Ozark
- Elizabeth Debicki - The Crown
- Hannah Einbinder - Hacks
- Janelle James - Abbott Elementary
- Sheryl Lee Ralph - Abbott Elementary

### Miglior miniserie o film televisivo
- The White Lotus
- Black Bird
- Dahmer - Mostro: la storia di Jeffrey Dahmer (Dahmer - Monster: The Jeffrey Dahmer Story)
- The Dropout
- Pam & Tommy

### Migliore attore in una miniserie o film televisivo
- Evan Peters - Dahmer - Mostro: la storia di Jeffrey Dahmer (Dahmer - Monster: The Jeffrey Dahmer Story)
- Taron Egerton - Black Bird
- Colin Firth - The Staircase - Una morte sospetta (The Staircase)
- Andrew Garfield - In nome del cielo (Under the Banner of Heaven)
- Sebastian Stan - Pam & Tommy

### Migliore attrice in una miniserie o film televisivo
- Amanda Seyfried - The Dropout
- Jessica Chastain - George & Tammy
- Julia Garner - Inventing Anna
- Lily James - Pam & Tommy
- Julia Roberts - Gaslit

### Migliore attore non protagonista in una serie, miniserie o film televisivo
- Paul Walter Hauser - Black Bird
- F. Murray Abraham - The White Lotus
- Domhnall Gleeson - The Patient
- Richard Jenkins - Dahmer - Mostro: la storia di Jeffrey Dahmer (Dahmer - Monster: The Jeffrey Dahmer Story)
- Seth Rogen - Pam & Tommy

### Migliore attrice non protagonista in una serie, miniserie o film televisivo
- Jennifer Coolidge - The White Lotus
- Claire Danes - Fleishman Is in Trouble
- Daisy Edgar-Jones - In nome del cielo (Under the Banner of Heaven)
- Niecy Nash - Dahmer - Mostro: la storia di Jeffrey Dahmer (Dahmer - Monster: The Jeffrey Dahmer Story)
- Aubrey Plaza - The White Lotus

## Premi onorari
- Golden Globe alla carriera: Eddie Murphy

- Golden Globe alla carriera televisiva: Ryan Murphy